# Köchkunju
Köchkunju ou Qütchqüntchi, troisième khan de la dynastie turco-mongole des Chaybanides d'Ouzbékistan, était le fils d'Abû-l-Khayr, fondateur de la dynastie, et de la bégum Rabia, fille d'Oulough Beg. Il régna de 1510 à 1531.